# 青山航士
青山 航士（あおやま こうじ、1976年2月27日 - ）は、日本のダンサー。身長172cm、体重63kg。

## 人物
- 東京都出身。

## 出演

### テレビ番組
- NHK教育「うたっておどろんぱ!」（2001年4月～2006年4月） - こーじ役
- キッズステーション ハッピー!クラッピー（2012年4月～） - ジャンゴー役

### 舞台
- ミュージカル『三銃士』（2024年9月8日 - 28日〈予定〉、日生劇場 / 10月4日 - 6日〈予定〉、広島文化学園HBGホール / 10月18日 - 27日〈予定〉、SkyシアターMBS）[1]